# Trithemis anomala
Trithemis anomala är en trollsländeart som beskrevs av Elliot C.G. Pinhey 1956. Trithemis anomala ingår i släktet Trithemis och familjen segeltrollsländor. IUCN kategoriserar arten globalt som livskraftig. Inga underarter finns listade i Catalogue of Life.